# Temes (comitat)
Le comitat de Temes (Temes vármegye en hongrois, comitatul Timiș en roumain, Tamiš ou Тамиш en serbe, Komitat Temesch en allemand, comitatus Temesiensis en latin) est un ancien comitat du royaume de Hongrie, situé dans le Banat. Son chef-lieu était la ville de Temesvár, de nos jours Timișoara, dans le județ de Timiș, en Roumanie.

## Géographie
Le comitat de Temes était composé du comitat de Temes lui-même (7 151 km2) ainsi que des deux comitats urbains de Temesvár (85 km2) et Versec (197 km2). Il avait une superficie totale de 7 433 km2 pour une population de 500 835 habitants en 1910 (densité : 67,4 hab/km2). Il s'étendait dans le sud-ouest de la plaine de Pannonie et était limité par le Mureș au nord et par le Danube au sud. Il était traversé par les rivières Bega, Timiș, Bârzava et Caraș.
Il était limité au nord par le comitat de Arad, à l'est par le comitat de Krassó-Szörény, au sud par le royaume de Serbie et à l'ouest par le comitat de Torontal.

## Histoire
Le comitat de Temes a existé dès le XIe siècle. Au XVIe siècle, il est occupé par les Ottomans et devient la province de Temeșvar.
En 1718, par le traité de Passarowitz, il devient possession des Habsbourg et prend le nom de Banat de Temeswar jusqu'en 1778 où il est intégré au royaume de Hongrie. De 1849 à 1860, il est connu sous le nom de Voïvodat de Serbie et du Banat de Tamiș; Enfin, en 1860, il prend son nom de comitat de Temes.
À la fin de la Première Guerre mondiale, en 1918, il devient  de manière éphémère le République du Banat mais dès 1920 et le traité de Trianon, il est partagé entre le royaume de Roumanie pour les deux-tiers nord et le royaume de Yougoslavie pour le tiers sud.
De nos jours, la plus grande partie forme le județ de Timiș, une petite partie nord étant intégrée au județ d'Arad. La partie serbe (municipalités de Vršac, Bela Crkva et Kovin) appartient à la province autonome de Voïvodine, district du Banat méridional.

## Subdivisions

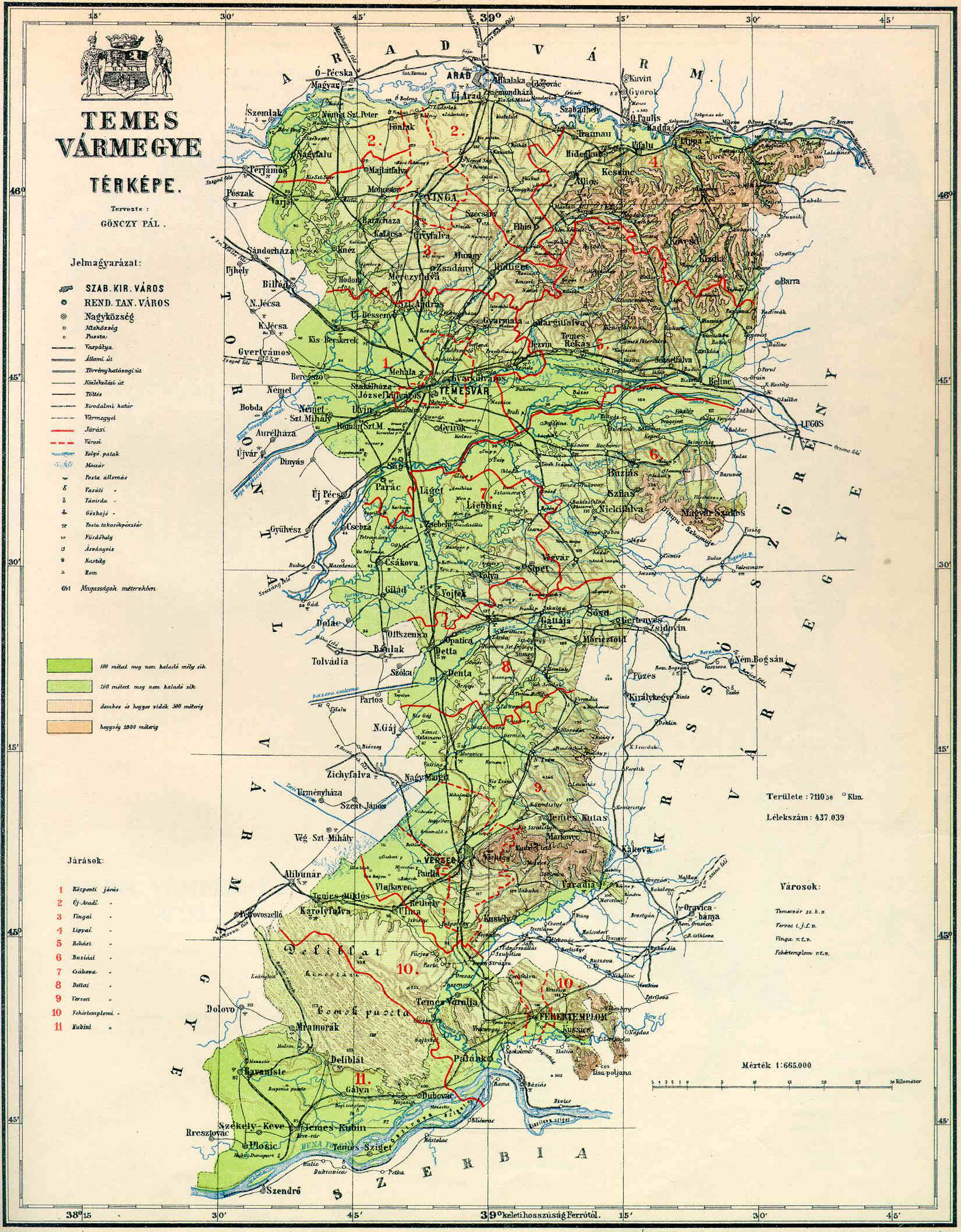
Le comitat de Temes au début du XXe siècle

Le comitat de Temes était composé de deux comitats urbains, d'un district urbain et de onze districts ruraux.
| Comitat  | chef-lieu |
| -------- | --------- |
| Temesvár | Temesvár  |
| Versec   | Versec    |

| District     | Chef-lieu    |
| ------------ | ------------ |
| Fehértemplom | Fehértemplom |

| District     | Chef-lieu         |
| ------------ | ----------------- |
| Buziasfürdő  | Buziasfürdő       |
| Csák         | Csák              |
| Detta        | Detta             |
| Fehértemplom | Fehértemplom      |
| Keveráva     | Keveráva          |
| Központ      | Temesvár          |
| Lippa        | Lippa             |
| Temesrékas   | Temesrékas        |
| Újarad       | Újarad (Arad Nou) |
| Versec       | Versec            |
| Vinga        | Vinga             |

## Démographie
En 1900, le comitat comptait 476 242 habitants dont 171 087 Allemands (35,92 %), 167 423 Roumains (35,16 %), 64 902 Serbes (13,63 %), 58 153 Hongrois (12,21 %), 2 977 Slovaques (0,63 %) et 11 600 personnes (2,44 %) ayant une autre nationalité (Tchèques, Tsiganes, Ruthènes, Juifs).
En 1910, le comitat comptait 500 835 habitants dont 79 960 Hongrois (15,96 %), 169 030 Roumains (33,75 %), 165 883 Allemands (33,12 %), 69 905 Serbes (13,96 %), 3 080 Slovaques (0,61 %) et 12 977 personnes ayant une autre nationalité (2,59 %).